# Oroville, Kalifornien
För andra betydelser, se Oroville.
Oroville är en stad (city) i Butte County, i delstaten Kalifornien, USA. Enligt United States Census Bureau har staden en folkmängd på 15 563 invånare (2011) och en landarea på 33,7 km². Oroville är huvudort i Butte County.

## Kända personer från Oroville
- Doug LaMalfa, politiker
- Jack Yerman, friidrottare